# 猪股静弥
猪股 静弥（いのまた しずや、1924年（大正13年）8月12日 - 2009年（平成21年）9月8日）は日本の文学研究者、歌人。帝塚山短期大学名誉教授、専門は上代文学（万葉集）、寧楽短歌会代表。

## 略歴
1924年（大正13年）8月12日、大分県香々地町に生まれる。18歳の頃にアララギに入会し、土屋文明に師事する。1951年（昭和26年）に法政大学文学部国文学科を卒業し、奈良市立一条高校に勤務する。その後、愛知女子短期大学講師を経て、帝塚山短期大学教授に就任し、退職後、名誉教授となる。2009年（平成21年）9月8日に死去、85歳。

## 著書

### 単著
- 『ジュニア版古典文学1 万葉集』（ポプラ社、1975）
- 『万葉百話』（大阪書籍、1984）
- 『万葉集　草木と鳥と生活の歌』（フジタ、1988）
- 『四季の万葉植物』（大和農園出版部、1988）
- 『青吹く風　万葉集論攷』（和泉書院、1994）
- 『万葉百話 木簡は語る』（和泉書院、2005）
- 『土屋文明戦地歌集　韮菁集全解読』（ながらみ書房、2007）
- 『野に遊び人に学ぶ』（奈良新聞社、2009）

### 歌集
- 『寧楽』（椎の木書房、1982）
- 『竜在峠』（和泉書院、1991）
- 『雪の金剛』（和泉書院、1996）
- 『無明の酒』（短歌新聞社、1999）
- 『玄』（ながらみ書房、2002）
- 『万葉游』（冬至書房、2006）

### 共著
- 『歌の大和路』田中真知郎・写真、土屋文明（朝日新聞社 (1973）
- 『大和路　万葉の花暦』田中真知郎・写真（朝日ソノラマ、1977）
- 『万葉集―恋の歌』辰巳雅章・絵（フジタ、1986）
- 『概説　日本の文学』（エスエル出版会、1988）
- 『万葉風土記〈1 大和編〉』川本武司・写真（偕成社、1990）
- 『万葉風土記〈2 東日本編〉』川本武司・写真（偕成社、1991）
- 『万葉風土記〈3 西日本編〉』川本武司・写真（偕成社、1991）
- 『小倉百人一首』高代貴洋・写真（偕成社、1993）
- 『作者別時代順　万葉秀歌選集』（和泉書院、1994)
- 『写真で見る土屋文明草木歌』大貫茂・写真（短歌新聞社、1996）
- 『万葉集に歌われた草木』大貫茂・写真（冬至書房、2002）

### 監修
- 『万葉集の植物』吉野正美、川本武司（偕成社、1988）

## 参考
- 『万葉集に歌われた草木』（冬至書房、2002）
- 『野に遊び人に学ぶ』（奈良新聞社、2009）
- 『現代物故者事典 2009-2011』（日外アソシエーツ、2012）